# 가사도역
가사도역(일본어: 加佐登駅)은 일본 미에현 스즈카시에 있는 도카이 여객철도 간사이 본선의 역이다.

## 타는 곳
| 1 · 2 | ■ 간사이 본선 | 상행 | 욧카이치 · 나고야 방면 |
| 3     | ■ 간사이 본선 | 하행 | 가메야마 방면          |

## 이용 현황
| 연도     | 하루 평균 승차 인원 |
| 1998년도 | 771명               |
| 1999년도 | 759명               |
| 2000년도 | 713명               |
| 2001년도 | 681명               |
| 2002년도 | 683명               |
| 2003년도 | 721명               |
| 2004년도 | 706명               |
| 2005년도 | 678명               |
| 2006년도 | 650명               |
| 2007년도 | 659명               |
| 2008년도 | 676명               |
| 2009년도 | 688명               |
| -------- | ------------------- |

## 역 주변
- 스즈카 단기 대학

## 역사
- 1892년 2월 6일 : 다카미야역(일본어: 高宮駅)으로 개업.
- 1903년 2월 1일 : 가사도역으로 개칭.
- 1987년 4월 1일 : 민영화에 의해, 도카이 여객철도로 이관.

## 인접정차역
| 도카이 여객철도 간사이 본선 | 도카이 여객철도 간사이 본선 | 도카이 여객철도 간사이 본선 |
| --------------------------- | --------------------------- | --------------------------- |
| 가와노 나고야 방면          | ■ 쾌속 ■ 구간쾌속 ■ 보통    | 이다가와 가메야마 방면      |